# Псевдогавіал Шлегеля
Псевдогавіал Шлегеля (Tomistoma schlegelii) — єдиний представник роду Tomistoma родини Справжні крокодили. Інші назви «зондський псевдогавіал», «малайський псевдогавіал».

## Опис
Загальна довжина досягає 5—5,5 м. Самиці значно менші за самців, сягають 3,2 м. Вага — від 90 до 250 кг. Має дуже тонку та вузьку морду. Усі зуби довгі й голчасті, взаємопов'язані з внутрішньою стороною щелеп, а також індивідуально вставлені. Має 3 поперечні рядки потиличної луски, які переходять у спинну луску.
Забарвлення шоколадно-коричневе з чорними смугами та плямами на тулубі й хвості. Черево забарвлено у сірувато-білий колір.
Дослідження шлунка псевдогавіала, спійманого в Малайзії, показали наявність в раціоні риби, комах, ракоподібних і ссавців (аж до макак).

## Поширення
Мешкає в Індонезії (на островах Суматра, Калімантан, Ява, Сулавесі), Малайзії. Вкрай рідко трапляється у В'єтнамі й Таїланді.

## Спосіб життя
Населяє прісноводні водойми й заболочені місцевості, віддає перевагу водоймам із повільною течією. Велику частину часу проводить у норах, серед рослинності або на дрейфуючих островах з рослинності.
Самки стають статевозрілими при довжині 2,5—3 м. У період розмноження вони будують кубла з сухого листя, висотою до 0,6 м. Відкладають 20—60 великих яєць, розміром 100 мм. Через 90 днів з'являються дитинчата. Самиця особливо не піклується про новонароджених. Серед молодняку велика смертність від хижаків — диких свиней і рептилій.

## Охорона
Раритетний вид крокодилів, занесений до Червоного списку МСОП (охоронний статус: «вид перебуває в небезпечному стані»).. Популяція псевдогавіала має низьку чисельність. Зони, де ці плазуни знаходяться під охороною, невеликі за площею, їх кількість обмежена. Псевдогавіали страждають від деградації звичних місць існування, на місці яких людина влаштовує сільськогосподарські плантації, від програм іригації. Багато тварин гине у рибальських тенетах. У Європі та США існують програми з вирощування цього виду у неволі, проте ефективні заходи по відновленню чисельності цього виду не робляться, хоча в Малайзії, Індонезії ведуться роботи в цьому напрямку. Приблизна чисельність популяції — 2500 особин.